# Kalush
Kalush är en ukrainsk rapgrupp bildad 2019. Gruppen består av Oleh Psiuk, Ihor Didentjuk och Vlad Kurotjka. År 2021 lanserades gruppens sidoprojekt Kalush Orchestra som ägnar sig mer åt hiphop med element av ukrainsk folkmusik. Kalush Orchestra, som även består av gruppmedlemmarna Tymofij Muzytjuk, Vitalij Duzjyk och Dzjonni Dyvnyj, vann Eurovision Song Contest 2022 i Turin med låten "Stefania".
Kalush grundades 2019 och är uppkallad efter Psiuks hemstad Kalusj i Ivano-Frankivsk oblast. Samma år som de bildades skrev de kontrakt med det amerikanska skivbolaget Def Jam Recordings och 2021 släpptes deras debutalbum Hotin.
I februari 2022 tävlade Kalush i den ukrainska uttagningen till Eurovision Song Contest och kom på andra plats efter vinnaren Alina Pash. Efter att Pash drog sig ur tävlingen till följd av en kontrovers gällande resor till Krim kom Kalush istället att bli Ukrainas representant. Deras bidrag "Stefania" är tillägnat Psiuks mor. De var stora favoriter och vann tävlingen med 631 poäng.